# فرودگاه والگا
فرودگاه والگا (به انگلیسی: Valga Airfield) (به زبان بومی: Valga lennuväli) یک فرودگاه نظامی است . این فرودگاه در کشور استونی قرار دارد و در ارتفاع ۷۳ متری از سطح دریا واقع شده است.